# Сариуън
Сариуън (на корейски: 사리원시, правопис по системата на Маккюн-Райшауер Sariwŏn) е град в Северна Корея, столица на провинция Северен Хванхе. Към 2008 г. населението му е близо 160 000 души.

## Забележителности
Основна забележителност в града е храма Сонпулса, построен през 898 година. Счита се за образец на изкуството от периода Когурьо.

## Институции
- педиатрична болница, обслужваща 16 окръга (общо около 500 000 деца под 17 години)
- висш институт по земеделие
- университет по геология
- колеж
- два педагогически университета

## Икономика
- Комбинат за производство на калиеви торове
- Фабрика за трактори
- Мелници за земеделски продукти

## Побратимени градове
- Секешфехервар, Унгария
- Лахор, Пакистан